# Roscigno
Roscigno ist eine italienische Gemeinde mit 596 Einwohnern (Stand 31. Dezember 2023) in der Provinz Salerno in der Region Kampanien. Der Ort liegt im Nationalpark Cilento und Vallo di Diano und ist Teil der Comunità Montana Alburni.

## Geographie
Roscigno bedeckt eine Fläche von 14 km². Der Ortskern befindet sich 570 m über dem Meeresspiegel. Zu den Nachbargemeinden gehören: Bellosguardo, Corleto Monforte, Laurino, Sacco und Sant’Angelo a Fasanella.
Roscigno besteht aus dem bewohnten Roscigno Nuova sowie dem verlassenen Dorf Roscigno Vecchia. Des Weiteren beherbergt der zur Gemeinde gehörende Monte Pruno eine archäologische Ausgrabungsstätte.

## Geschichte

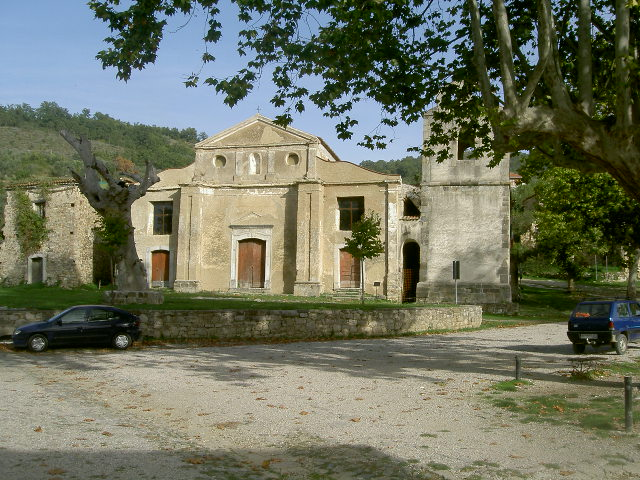
Roscigno Vecchia

Das Dorf fand erstmals im 11. Jahrhundert Erwähnung. Ein Jahrhundert später hatte das Dorf bereits 110 Einwohner. Anfang des 20. Jahrhunderts löste sich das Dorf auf und gründete sich ein wenig abseits neu. Hintergrund war die Befürchtung, dass das Dorf unter einem Erdrutsch begraben werden könnte. Dies ist jedoch bis heute nicht eingetreten und die verlassenen Häuser – davon viele aus dem 17. Jahrhundert – befinden sich in einem guten Zustand. Die UNESCO hat das „Pompeji des 19. Jahrhunderts“ zum Weltkulturerbe erklärt und schützt das Dorf vor dem Verfall.

## Archäologie
Auf dem Monte Pruno (879 m. s.l.m.) entdeckte man bei Ausgrabungen im Jahr 1938 ein Prinzengrab aus der Zeit der Lukanier mit reichen Grabbeigaben, welche man heute im Archäologischen Museum in Salerno besichtigen kann. Darunter sind eine silberne Krone, ein Kriegswagen, Bronzegegenstände und vieles mehr. Es gibt auch noch weitere Gräber dort, die wahrscheinlich alle zu einer Ansiedlung gehörten.